# Grzyboniszczka zniekształcająca
Grzyboniszczka zniekształcająca (Syzygospora tumefaciens (Ginns & Sunhede) Ginns) – gatunek grzybów należący do rodziny nitkopodstawkowcowatych (Filobasidiaceae).

## Systematyka i nazewnictwo
Pozycja w klasyfikacji według Index Fungorum: Syzygospora, Filobasidiaceae, Filobasidiales, Incertae sedis, Tremellomycetes, Agaricomycotina, Basidiomycota, Fungi.
Po raz pierwszy opisali go w 1978 r. James Herbert Ginns i Stellan Sunhede, nadając mu nazwę Christiansenia tumefaciens. Obecną, uznaną przez Index Fungorum nazwę nadał mu James Herbert Ginns w 1986 r.

## Morfologia
Grzyb tremelloidalny tworzący na kapeluszach i trzonach innych grzybów skupiska kremowożółtych, woskowatych narośli przypominających mózg lub spodek, na jednym grzybie czasami jest ich kilkadziesiąt. Pojedyncze ma średnicę ok. 3–10 mm, skupisko 1–6 (8) cm. Powierzchnia biała, jasnobrązowa, żółtobrązowa do cielistobrązowej, często jest oprószona. Miąższ biały, żółty lub brązowy bez wyraźnego zapachu i smaku.
Wysyp zarodników biały. Strzępki ze sprzążkami, podstawki 2–4-sterygmowe, 6–10 × 45–70 µm, ze sterygmami o długości do ok. 8 µm. Bazydiospory 4,2–5 × 8–10 µm, eliptyczne do cylindrycznych.
Podobne gatunki z rodzaju Syzygospora odróżnia się cechami mikroskopowymi. Syzygospora mycetophila ma strzępki ze sprzążkami i zarodniki o wymiarach 6–9 × 1,5–2,3 µm, eliptyczne do cylindrycznych, Syzygospora effibulata ma strzępki bez sprzążek, zarodniki łezkowate 3,8–5,3 × 7,6–10,8 µm.

## Występowanie i siedlisko
Znany jest tylko w Europie. W Polsce po raz pierwszy jego stanowiska podali B. Gierczyk i A. Kujawa w 2013 r. Aktualne stanowiska podaje także internetowy atlas grzybów. Znajduje się w nim na liście gatunków zagrożonych i wartych objęcia ochroną.
Pasożytniczy grzyb nagrzybny rozwijający się na owocnikach innych grzybów, m.in. na łysostopku pospolitym (Gymnopus dryophilus).